# Ceropegia maiuscula
Ceropegia maiuscula är en oleanderväxtart som beskrevs av H. Huber. Ceropegia maiuscula ingår i släktet Ceropegia och familjen oleanderväxter. Inga underarter finns listade i Catalogue of Life.